# معاوية بن يزيد
أمِيرُ المُؤمِنين وخَلِيفةُ المُسْلِمين أبو عبد الرحمن مُعَاوية بن يزيد بن معاوية بن أبي سفيان بن حرب الأموي القرشي المعروف بـ مُعَاوية الثاني (41- 64 هـ / 662- 684 م) هو ثالث خلفاء الدولة الأموية، والخليفة الثامن من خلفاء المسلمين، بُويع بالخلافة بعد وفاة أبيه يزيد بن معاوية في دمشق في سنة 64 هـ، وبقي أربعين يومًا، وقيل ثلاثة أشهر، وقيل عشرين يومًا، وتوفي في بيته بدمشقَ وله ثلاثٌ وعشرون سنة، وصلَّى عليه مروان بن الحكَم ودُفن بجوار قبر أبيه، ولم يعهَد بالخلافة إلى أحدٍ بعده.
قال شمس الدين الذهبي: «كان معاوية بن يزيد يُكَنى بأبي عبد الرحمن وقد استُخلِفَ بعهدٍ من أبيه عند موته في ربيع الأول، وكان شابًّا صالحًا، شديدَ البياض، كثيرَ الشعر، كبير العينين، أقنَى الأنف، جميلَ الوجه، مدوَّر الرأس، ولم تطُل أيام خلافته، وأمُّه هي أم هشام بنت أبي هاشم بن عُتبة بن ربيعة العَبْشَمِيَّة القُرَشية».
قال البلاذري: «لما مات يزيد بن معاوية بُويع لابنه معاوية الثاني، وأتته البيعة من جميع الآفاق إلا ما كان من عبد الله بن الزبير في مكة، فوليَ معاويةُ ثلاثة أشهر، وقيل أربعين يومًا، وقيل عشرين يومًا، ولم يزل في أيامه مريضًا، ولم يعزل معاويةُ أحدًا من عمَّال أبيه ولا حرَّك شيئاً ولا أمر ولا نهى، وكان الضحاك بن قيسٍ الفِهْري يصلِّي بالناس». وذكر جلال الدين السيوطي أن معاوية الثاني لما احتُضِر قال له بعضُ من حوله: ألا تستخلف؟ فقال: ما أصبتُ من حَلاوتها، فلمَ أتحمَّل مرارتَها.

## نسبه
- هو: مُعاوية بن يزيد بن معاوية بن أبي سفيان بن حرب بن أمية بن عبد شمس بن عبد مناف (واسمه المغيرة) بن قصي (واسمه زيد) بن كلاب بن مرة بن كعب بن لؤي بن غالب بن فهر بن مالك بن قريش بن كنانة بن خزيمة بن عامر بن إلياس بن مضر بن نزار بن معد بن عدنان الأموي العبشمي القرشي الكناني يُكَنى بأبي عبد الرحمن وقيل بأبي يزيد.[5]
- أمُّه: أم هاشم بنت هاشم بن عتبة بن ربيعة بن عبد شمس بن عبد مناف بن قصي بن كلاب بن مرة بن كعب العَبْشَمِيَّة القُرَشِيَّة الكِنانية.[6]

## خلافته

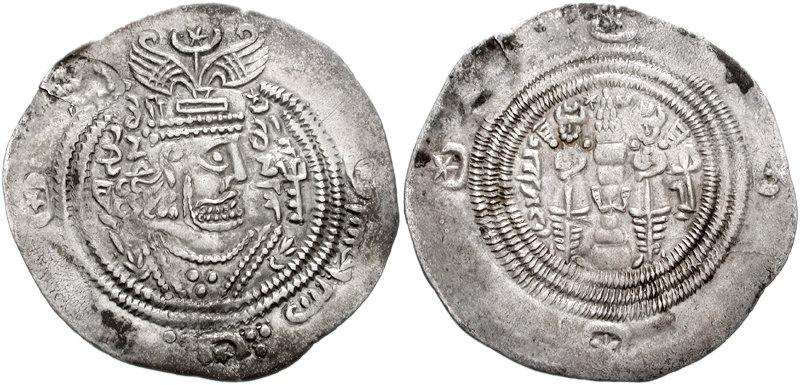
درهم أموي من عهد معاوية الثاني بن يزيد (683-684م): عملة عربية ساسانية بسكة مرو

كانت خلافته ثلاثة أشهر بقولٍ وأربعين يوماً بقولٍ آخر، وبعدها صعد المنبر وأعلن تركه للخلافة.

قال المسعودي: وَمَلَكَ معاوية بن يزيد بن معاوية بعد أبيه، فكانت أيامه أربعين يوماً إلى أن مات، وقيل: شهرين، وقيل غير ذلك، وكان يكنى بأبي يزيد، وكني حين ولي الخلافة بأبي ليلى، وكانت هذه الكنية للمستضعف من العرب، وفيه يقول الشاعر: 
ولما حضرته الوفاة اجتمعت إليه بنو أمية فقالوا له: اعْهَدْ إلى من رأيت من أهل بيتك، فقال: واللّه ما ذُقْتُ حلاوة خلافتكم فكيف أتقلّد وزرَهَا. وتتعجلون أنتم حلاوتها، وأتعجل مرارتها، اللهم إني بريء منها متخل عنها، اللهم إني لا أجد نفراً كأهل الشورى فأجعلها إليهم ينصبون لها من يرونه أهلاً لها، فقالت له أمه: ليت إني خرقة حيضة ولم أسمع منك هذا الكلام، فقال لها: وليتني يا أماه خرقة حيض ولم أتقلد هذا الأمر، أتفوز بنو أمية بحلاوتها وأبوءُ بوزرها وَمَنْعِها أهْلَها؟ كلا، إني لبريء منها!

## وفاته
تنوزع في سبب وفاته، فمنهم من رأى أنه سُقي شربة ومنهم من رأى أنه مات حَتْفَ أنفه، ومنهم من رأى أنه طُعن (أصابه الطاعون). وقُبض وهو ابن اثنتين وعشرين سنة، ودُفن بدمشق، وصَلّى عليه الوليدُ بن عُتْبة بن أبي سفيان، ليكون الأمر له من بعده، فلمَّا كبَّر الثانية طُعن (أصابه مرض الطاعون) فسقط ميتًا قبل تمام الصلاة، فقُدِّم عثمان بن عتبة بن أبي سفيان، فقالوا: نبايعك؟ قال: على ألا أحاربَ ولا أباشر قتالًا، فأبَوا ذلك عليه، فصار إلى مكة، ودخل في جملة ابن الزبير.